# Иън Сомърс
Иън Сомърс (на английски: Ian Somers) е ирландски писател на произведения в жанра фентъзи.

## Биография и творчество
Иън Сомърс е роден в Дъблин, Ирландия. Израства в квартала Финглас и завършва католическата гимназия „Сейнт Винсънт“ в квартал „Гласневин“. Учи изкуство и дизайн в колежа в Балифърмет. След дипломирането си работи като графичен дирайнер.
Първата му книга „Дарба за един милион долара“ от поредицата „Рос Бентли“ е издадена през 2012 г. Главен герой е седемнадесетгодишният Рос Бентли, който е обикновено провинциално момче, но владее телекинеза. Надежда да започне нов живот му дава състезание търсещо „дарба за един милион долара“, но пътят към наградата се оказва опасно приключение.
Иън Сомърс живее със семейството си в Дъблин.

## Произведения

### Серия „Рос Бентли“ (Ross Bentley)
1. Million Dollar Gift (2012)
Дарба за един милион долара, изд.: „Изида“, София (2013), прев. Емил Минчев
2. The Hidden Gift (2013)
3. The Secret Gift (2014)

### Серия „Легенди за Файърстоун“ (Firestone Legends)
1. The Dangerous Twelve (2014)